# Мунасіпово
Мунасі́пово (рос. Мунасипово, башк. Монасип) — присілок у складі Баймацького району Башкортостану, Росія. Входить до складу Семеновської сільської ради.
Населення — 83 особи (2010; 105 в 2002).
Національний склад:
- башкири — 91%